# 特拉格韦恩
特拉格韦恩是奥地利上奥地利州弗赖施塔特县的一个市镇。总面积39.5平方公里，总人口3078人，人口密度77.9人/平方公里（2005年）。